# Florange
Florange (Flörschéngen in lussemburghese, Flörchingen in tedesco) è un comune francese di 11 341 abitanti situato nel dipartimento della Mosella nella regione del Grand Est.
A 20 km dal Lussemburgo, fa parte del Lussemburgo francese e la sua lingua regionale è il franco-lussemburghese.

## Società

### Evoluzione demografica
Abitanti censiti